# Reliance (Dakota del Sur)
Reliance es un pueblo ubicado en el condado de Lyman en el estado estadounidense de Dakota del Sur. En el Censo de 2010 tenía una población de 191 habitantes y una densidad poblacional de 64,58 personas por km².

## Geografía
Reliance se encuentra ubicado en las coordenadas 43°52′49″N 99°36′4″O / 43.88028, -99.60111. Según la Oficina del Censo de los Estados Unidos, Reliance tiene una superficie total de 2.96 km², de la cual 2.81 km² corresponden a tierra firme y (4.9%) 0.15 km² es agua.

## Demografía
Según el censo de 2010, había 191 personas residiendo en Reliance. La densidad de población era de 64,58 hab./km². De los 191 habitantes, Reliance estaba compuesto por el 76.96% blancos, el 0.52% eran afroamericanos, el 17.8% eran amerindios, el 0% eran asiáticos, el 0% eran isleños del Pacífico, el 0.52% eran de otras razas y el 4.19% pertenecían a dos o más razas. Del total de la población el 1.57% eran hispanos o latinos de cualquier raza.